# Bessenyei István (színművész)
Bessenyei István (Égerhát, 1955. március 18. – Szatmárnémeti, 2018. október 29.) erdélyi magyar színész, rendező, színigazgató, a Szatmárnémeti Északi Színház Harag György Társulatának művésze, 2012 és 2014 között művészeti igazgatója, 2017 óta örökös tagja, a Proscenium Alapítvány elnöke volt.

## Életpálya
1955-ben született a szilágysági Égerháton (szülei: Bessenyei István és Molnár Rózsa). Elemi és középiskolai tanulmányait Égerháton, Szamosardóban és Szilágycsehben végezte, majd három évig matematika-fizika tanárként dolgozott a Szamosardói Általános Iskolában. Szakmai tanulmányait a Szentgyörgyi István Színművészeti Intézetben folytatta, Tompa Miklós osztályában. 1981-ben szerzett diplomát, azóta a Szatmárnémeti Északi Színház magyar tagozatának (a későbbi Harag György Társulatnak) a színésze. A kilencvenes évektől kezdődően rendez is, számos nagyszínpadi és stúdióelőadás létrejötte köthető a nevéhez.
Sokrétű színházi tevékenysége mellett, a nyolcvanas évek végétől, frontembere volt a nagykárolyi Kastélylakók zenekarnak. 1990-ben, a zenekar szövegírójaként és énekeseként részt vett a Siculus Országos Táncdalfesztiválon, Székelyudvarhelyen, ahol társaival a fesztivál nagydíját nyerte el.
1998-ban, a Harag György Társulat tagjaként maga is részesévé válik a Csíki Játékszín megalapításának (a két társulat "testvártársulatként" működik, közös igazgatóval), a színház első évadában rendez is itt. A két társulat szétválása után a Harag György Társulat színésze marad, tagja a Harag György Társulat művészeti tanácsának és a Proscenium Alapítvány kuratóriumának. 2012-től 2014-ig a Harag György Társulat művészeti igazgatója, 2012-től haláláig a társulat munkáját és a Szatmár megyei színjátszást támogató Proscenium Alapítvány elnöke. 

Gazdag színészi pályája során több mint száz szerepet játszott el a magyar és világirodalom legkülönbözőbb műfajaiban. Nevéhez fűződik az első egész estés szatmári játékfilm megrendezése is.

Színházi munkája mellett szakirányítóként aktívan részt vesz a diák- és felnőtt műkedvelő színjátszó mozgalmak szervezésében, megerősítésében is, főként Szilágy és Máramaros megyékben, ahol nincs állandó hivatásos magyar színház. 1996 és 2006 között alapító vezetője, rendezője volt a szatmárnémeti Kulissza Színpad felnőtt műkedvelő színjátszócsoportnak, 2003 és 2006 között szakirányítója a Nádai István Színjátszókörnek, állandó szaktanácsadója Szilágycseh és Kraszna városok színjátszóköreinek és -táborainak, gyakori rendezője, szaktanácsadója a nagybányai Lendvay Márton Színjátszókörnek, 2016-tól pedig a magyarországi Mérk felnőtt műkedvelőinek szakirányítását is felvállalta, a Magyar Teátrumi Társaság Országos Pajtaszínházi Programja keretében. 
Drámapedagógiai tevékenységéért és a református oktatás támogatásáért a Szatmári református egyházmegye és a Szatmárnémeti Református Gimnázium 2007-ben Pro Schola-díjjal jutalmazta, 2011-ben pedig a Szatmár Megyei Tanács és a Szatmárnémeti Városi Tanács kulturális díjával jutalmazták. 2017-ben a Harag György Társulat örökös tagjává avatták.

### Igazgatói tevékenysége
2012 július 1-én vette át a Harag György Társulat igazgatását a leköszönő és Marosvásárhelyre távozó Keresztes Attilától. Első igazgatói lépései között szerepelt az évek óta nem játszó, nyugalmazott örökös tagok, Czintos József (Jászai-díjas), Kovács Éva (Poór Lili-díjas), Méhes Kati (Poór Lili-díjas), Tóth Páll Miklós (Bánffy Miklós-díjas) színművészek visszahívása a társulat aktív kötelékébe, ugyanakkor erőteljes fiatalítást is kezdeményezett. Igazgatása alatt csatlakozott a társulathoz Kányádi Szilárd, Sándor Anna, Kovács Nikolett, Bogár Barbara, Bodea Tibor, Poszet Nándor és Varga Sándor is.
Minden elődjénél több fiatal, pályakezdő rendező számára kínált megmutatkozási lehetőséget a Harag György Társulat kötelékében, olyan fiatal alkotóknak kínált rendezői lehetőséget, mint Balogh Attila, Csiki Zsolt, Kányádi Szilárd vagy Vargyas Márta, dramaturgként pedig a szintén pályakezdő Benedek Zsolt. 
Ugyanakkor olyan, már ismertebb, nagy nevű alkotók is rendeztek műhelyében mint Babarczy László, Keresztes Attila, Sorin Militaru vagy Kovács Levente.
Igazgatása alatt vette kezdetét az Északi Színház épületének átfogó felújítása és korszerűsítése, amely időszakra a társulat átköltözni kényszerült átmeneti otthonába, a szatmárnémeti Szakszervezetek Művelődési Házába.
Művészeti igazgatóként az ő nevéhez kötődik a mára már hagyományossá vált bérletcsere-egyezmény létrejötte a debreceni Csokonai Színházzal és egy testvérszínházi megállapodás aláírása a nyíregyházi Móricz Zsigmond Színházzal.
Igazgatói korszakának egyik legfontosabb eseménye a társulat alapításának 60 éves évfordulója, melyet három napos rendezvénysorozattal ünnepeltek. Ennek keretében, a szatmárnémeti színház története során először, az ő meghívására láthatta vendégül a budapesti Nemzeti Színház utazótársulatát a város. Ez a vendégjáték volt a Vidnyánszky Attila vezette műhely első külföldi vendégszereplése az új főigazgató beiktatása után.
Vezetése során jelentősen növelni tudta a szatmárnémeti társulat nézőszámát, már igazgatása első évadában új bérletet is indított, melyet „a tragikus sorsú komikáról”, Nagy Iza alapító színművészről nevezett el.
„A Harag György Társulat egykori aranykora megismétlődhet” - nyilatkozta Bessenyei István, amikor 2012. július 1-én átvette a magyar társulat vezetését. Kiváló Érzékkel egy fiatal rendezői évfolyamnak adott lehetőséget a kibontakozásra a 2012/13-as évadban: „szárnyaikat bontogató reménységekkel dolgozom, kerülve a középutat” - nyilatkozta. Ő azon kevesek egyike, akik jól ismerik a szatmári fiatalok legendáját, a hely szellemét, hiszen több mint 30 esztendeje szolgálja színészként, rendezőként Thália szatmári ügyét. Már a bérletárusítási időszakban érezhető volt, hogy a szatmári közönség bizalommal fordul az új vezetés felé: több bérletet adtak el, az új bérletet Nagy Izáról, a szatmári színjátszás egyik legnagyobb színészegyéniségéről, a „vérbeli komikáról” nevezték el. Ebben az évadban úgy idézték fel a színház múltjának legbecsesebb értékeit a jövő reménységeinek aktív közreműködésével, hogy ezek összefonódásából jelen: hiteles színházi pillanat szülessen.
 (Kulcsár Edit)
Fesztiváligazgatóként ő vezényelte le az utolsó (hetedik) Sorompók Nélkül Nemzetközi Multikulturális Fesztivált, a Holokauszt lezárultának hatvanadik évfordulója alkalmából pedig, Számozott örökkévalóság címmel, az ő igazgatása alatt emlékeztek meg először a társulat holokauszttúlélő alapítóiról, Harag Györgyről, Erdős Imre Pálról, Vándor Andrásról, Koltai (Wohl) Katalinról, Nádai Istvánról és a vészkorszak szatmári színész-áldozatairól, köztük a legendás színész-igazgatóról, Szabadkay Józsefről is, gyertyagyújtással egybekötött előadás- és rendezvénysorozat keretében.
Művészeti igazgatóként tizennégy művészt avatott a társulat örökös tagjává, köztük: András Gyulát, Barta Enikőt (post mortem), Bartis Ildikót, Boér Ferencet, Bokor Ildikót (post mortem), Gheorghiade Máriát (post mortem), Gyöngyösi Gábort (post mortem), Kisfalussy Bálintot, Kocsis Antalt, Korcsmáros Jenőt (post mortem), Kovács Ádámot (post mortem), Szatmári Ágnest, Tarnói Emíliát (post mortem) és Znorovszky Ildikót.

### Magánélete
1982-ben kötött házasságot, felesége Dr. Bessenyei Gedő Éva családegészségügyi főorvos, munkaegészségügyi szakorvos. Házasságából egy fia született, Bessenyei Gedő István teatrológus, dramaturg, a Harag György Társulat igazgatója.

### Halála és emlékezete
2018. október 29-én hunyt el, méltósággal viselt súlyos betegség után. Református szertartás szerinti virrasztására október 31-én, a színházi hagyományoknak megfelelő színházi búcsúztatása pedig november 1-én került sor, az Északi Színházban. 
A Harag György Társulat, hagyományaihoz híven, az örökös tagoknak kijáró tiszteletadással búcsúzott a művésztől: az Északi Színház előcsarnokában felállított ravatalánál a színház vezetősége, a Harag György Társulat, az Északi Színház román tagozata valamint a Brighella Bábtagozat művészei álltak díszőrséget, 11:30 és 13:00 óra között. Koporsója fölött fia, Bessenyei Gedő István társulatigazgató mondott gyászbeszédet a Harag György Társulat nevében.
Utolsó útjára több százan kísérték el a szatmárnémeti vasút melletti református temető kápolnájából, 2018. november 1-én, 14:00 órakor. 
Kriptába helyezett koporsójára, a család akarata szerint, szülőfalujából, Égerhátról hozott földet szórtak a közeli hozzátartozók.
2018. november 25-én, a Harag György Társulat alapításának 65. évfordulója alkalmából szervezett ünnepi hétvége zárónapján, az elhunyt pályatársak között Bessenyei István sírját is megkoszorúzta a társulat.

## Színházi tevékenysége[1][2][3][4][5]

### Főiskolai szerepei
- Fiú (Fejes Endre-Presser Gábor: Jó estét nyár, jó estét szerelem!, r. Kovács Levente)

### Színházi szerepei

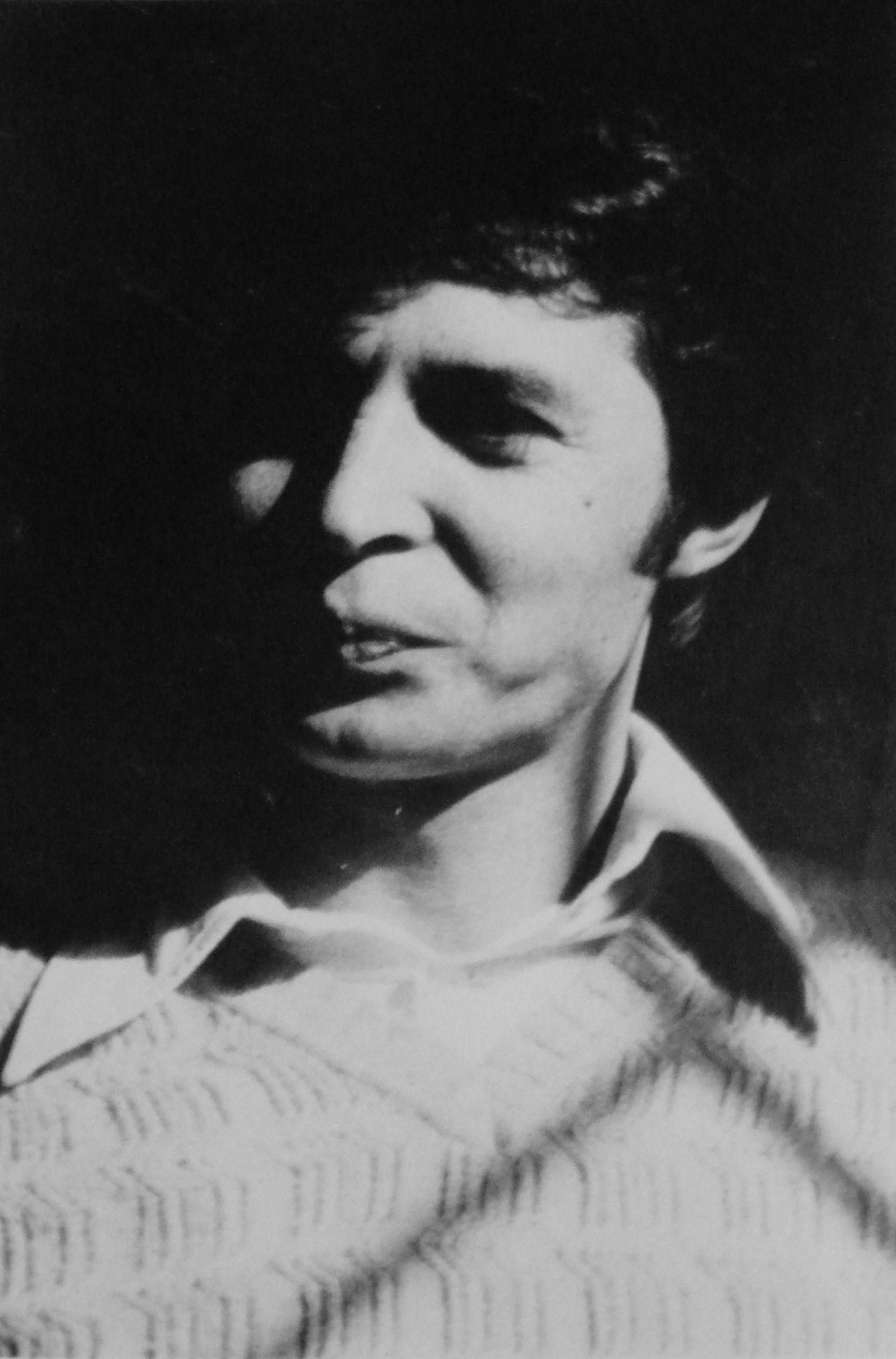
Pályakezdő színészként

- Leopold Maria Lippert–Weilersheim herceg (Kálmán Imre: Csárdáskirálynő, r. Keresztes Attila)
- Ádus, vén cimbalmos (Tóth Ede: A falu rossza, r. Csurulya Csongor)
- Leo Bújkálov (Katajev- Aldobolyi Nagy György: Bolond vasárnap, r. Aldobolyi Nagy György)
- Professzor (Szabó Magda-Bereményi Géza: Az ajtó, r. Bereményi Géza)
- Dr. Preisz (Munkácsi Miklós: Mindhalálig Beatles, r. Csurulya Csongor)
- Patás (Rideg Sándor-Timár Péter: Indul a bakterház, r. Árkosi Árpád)
- Knut Brovik, volt építész, most Solness asszisztense (Ibsen: Légvár Solness építőmester és Ha mi holtak feltámadunk című művei alapján, r. Csurulya Csongor)
- A Senák (Háy János: A Senák, r. Lendvai Zoltán)
- Aniello Amitrano (Eduardo de Filippo: Belső hangok, r. Alexandre Colpacci)
- Salarino (Shakespeare: A velencei kalmár, r. Parászka Miklós)
- Bill (Déry Tibor: Képzelt riport egy amerikai popfesztiválról, r. Horányi László)
- A direktor (Bús Fekete László-Török Rezső-Görög László: Félnótás kabaré szilveszterre avagy a dürrögő gyászhuszár, r. Tóth Páll Miklós)
- Horner (Hawthorne) ügyész (Boszorkányhajsza, Arthur Miller Salemi boszorkányok című színműve nyomán, r. Urai Péter)
- Prolet Árpi (Márai Sándor műve alapján – A szegények iskolája, r. Árkosi Árpád)
- Mikár Ferenc (Szomory Dezső: Györgyike, drága gyermek, r. Lendvai Zoltán)
- Kányai (Szigligeti Ede – Liliomfi, r. Árkosi Árpád)
- Worchester grófja (Falstaff, Shakespeare IV Henrik c.színműve alapján, r. Béres László)
- Témüller (Presser, Sztevanovity – A Padlás, r. Horányi László)
- Kocsmáros (Egressy Zoltán – Portugál, r. Lendvai Zoltán)

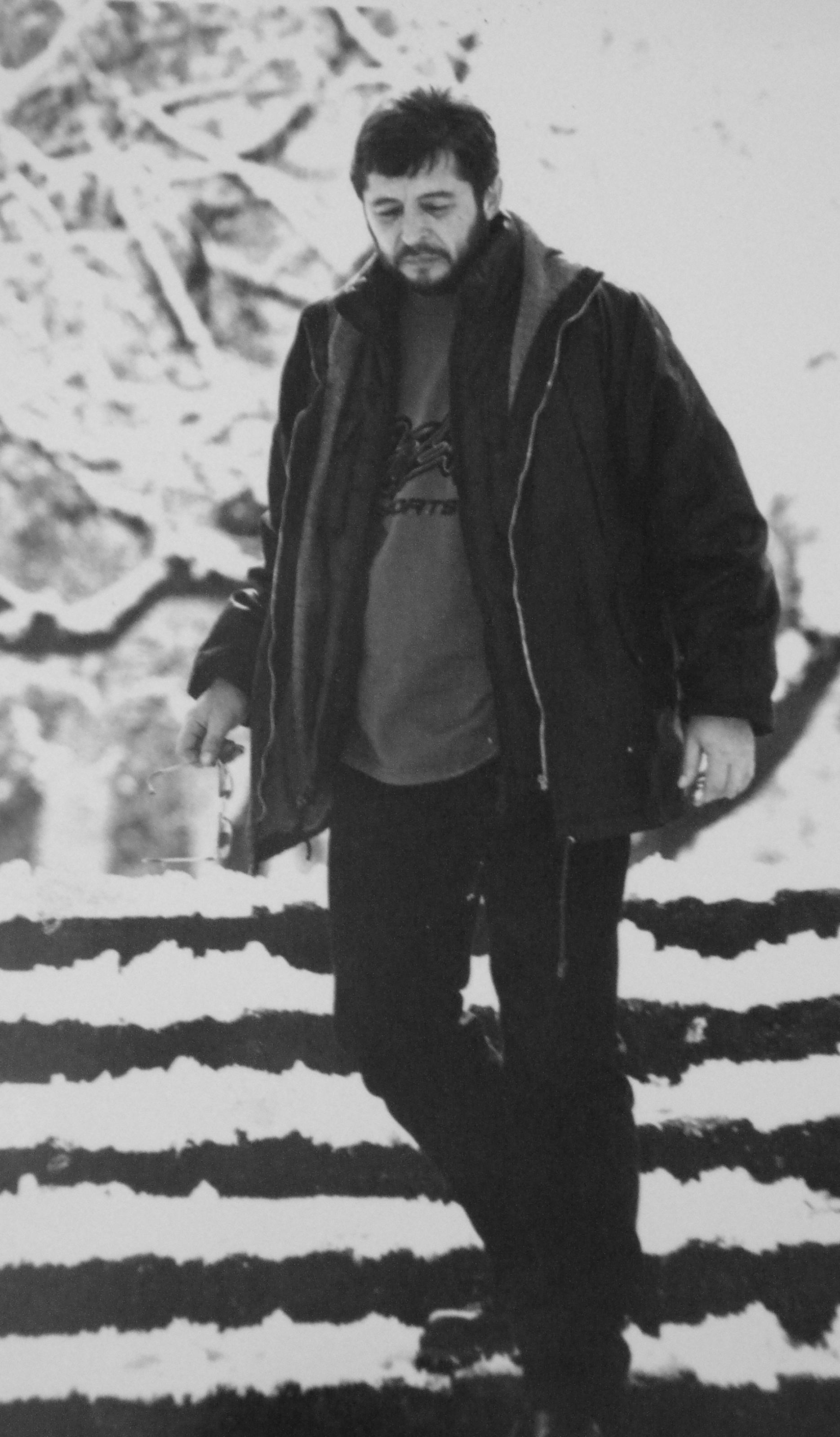

- Rideghváry Bence (Jókai Mór: A kőszívű ember fiai, r. Parászka Miklós)
- Theseus, Athén ura (Shakespeare: Szentivánéji álom, r. Árkosi Árpád)
- Jóttesz király (Novák János-Tamkó Sirató Károly: A mesélő kert, r. Márk Nagy Ágota)
- Levrenti (Brecht: A kaukázusi krétakör)
- Elnök (Tamási Áron: Ősvigasztalás, r. Parászka Miklós)
- Bádogfavágó ( Baum-Frank-Schwajda-Tamássy: Óz, a nagy varázsló, r. Márk Nagy Ágota)
- Kopjáss István (Móricz Zsigmond: Rokonok, r. Parászka Miklós)
- Jan Balas ( Václav Havel: A leirat, r. Parászka Miklós)
- Közeg (Spiró György: Csirkefej, r. Kövesdy István)
- Ben Silverman (Neil Simon: Napsugár fiúk, r. Parászka Miklós)
- Máté (Molnár Ferenc: Úri divat)
- Benedek (Örkény István: Kulcskeresők, r. Parászka Miklós)
- Eibenmeyer, Herse (Sütő András: Egy lócsiszár virágvasárnapja, r. Kovács Levente)
- Bugrov, kereskedő (Csehov: Platonov szerelmei, r. Kovács Levente)
- Anghel (Mateescu: A bálkirálynő, r. Parászka Miklós)
- Adrian (Shakespeare: A vihar, r. Parászka Miklós)
- Tóbiás (Zágon István: Hyppolit, a lakáj, r. Kovács Levente)
- Vadmalac (Fodor Sándor: Csipike, r. Tóth Páll Miklós)
- Abbé (Deák Tamás: Az estély, r. Kovács Ferenc)
- Don Juan (Tirso de Molina: A zöldnadrágos lovag, r. Kovács Ádám)
- Fiú (Fejes Endre: Jó estét nyár, jó estét szerelem, r. Gyöngyösi Gábor, Tóth Páll Miklós)

### Filmszerep
- Koltai Róbert: Világszám

### Pódiumműsorok
- Kényszerleszállás közben

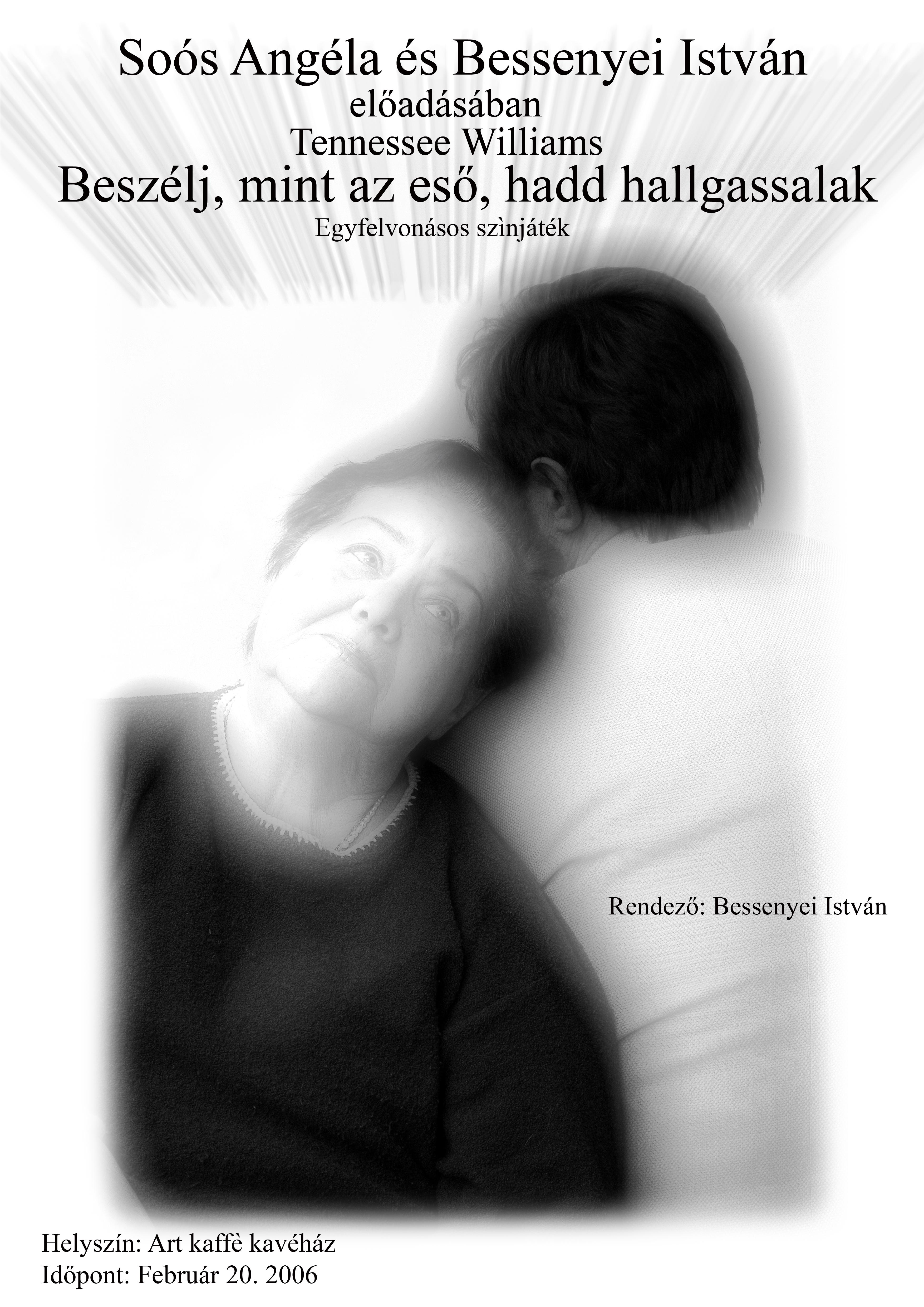
A Soós Angélával közös Tennessee-előadás plakátja

- Tennessee Williams: Beszélj, mint az eső, hadd hallgassalak (Soós Angélával)
- Fölszárad majd a sár (pódiumműsor erdélyi magyar költők verseiből)
- In memoriam Gellért Sándor
- Cenzúra nélkül
- Győzhetetlen én kőszálam
- Népem, te szent...
- Levelek Anna Majához
- Évszakok (világirodalmi összeállítás)
- A délibábig és vissza (kortárs romániai költők verseiből)

### Színházi rendezései
- Brandon Thomas – Aldobolyi Nagy György – Szenes Iván: Charley nénje (Szatmárnémeti Északi Színház, Harag György Társulat)
- Tóth- Máthé Miklós: Én, Károli Gáspár (Szatmárnémeti Északi Színház, Harag György Társulat)
- Zerkovitz Béla – Szilágyi László: Csókos asszony (Szatmárnémeti Északi Színház, Harag György Társulat)
- Csikós Attila: Két összeillő ember (Szatmárnémeti Északi Színház, Harag György Társulat)
- Szirmai Albert – Bakonyi Károly – Gábor Andor: Mágnás Miska (Szatmárnémeti Északi Színház, Harag György Társulat)
- Eisemann Mihály – Szilágyi László: Én és a kisöcsém (Szatmárnémeti Északi Színház, Harag György Társulat)
- Eisemann Mihály – Somogyi Gyula – Zágon István: Fekete Péter (Szatmárnémeti Északi Színház, Harag György Társulat)
- Fazekas Mihály-Móricz Zsigmond-Bessenyei István: Ludas Matyi Szatmárban (Szatmárnémeti Északi Színház, Harag György Társulat)
- Népek hajnalcsillaga (Szatmárnémeti Északi Színház, Harag György Társulat)
- Tennessee Williams: Beszélj mint az eső, hadd hallgassalak (Szatmárnémeti Északi Színház, Harag György Társulat)
- Quo vadis homo sapiens, Tennessee Williams: Vorbește-mi ca ploaia și lasă-mă să te ascult (Szatmárnémeti Északi Színház, román tagozat)
- Fazekas Mihály-Móricz Zsigmond-Bessenyei István: Ludas Matyi Csíkországban (Csíki Játékszín)
- Halász-Békeffy-Eisemann: Egy csók és más semmi (Szatmárnémeti Északi Színház, Harag György Társulat, Parászka Miklóssal)
- Zerkovitz Béla-Szilágyi László: Csókos asszony (Szatmárnémeti Északi Színház, Harag György Társulat, Parászka Miklóssal)
- Pataki Éva: Edith és Marlene (Szatmárnémeti Északi Színház, Harag György Társulat, Parászka Miklóssal)
- Rejtő Jenő: Bolondok közt, szűk cipőben (Szatmárnémeti Északi Színház, Harag György Társulat, Parászka Miklóssal)

#### Pódiumműsorok
- Kényszerleszállás közben
- Fölszárad majd a sár (pódiumműsor erdélyi magyar költők verseiből)

#### A rendező munkatársa
- Presser, Sztevanovity: A padlás (r. Horányi László)
- Huszka Jenő: Lili bárónő (r. Parászka Miklós)

### Szerző
- Fazekas Mihály – Móricz Zsigmond – Bessenyei István: Ludas Matyi Csíkországban
- Boldog Karácsonyt! – Filmforgatókönyv

### Fordító

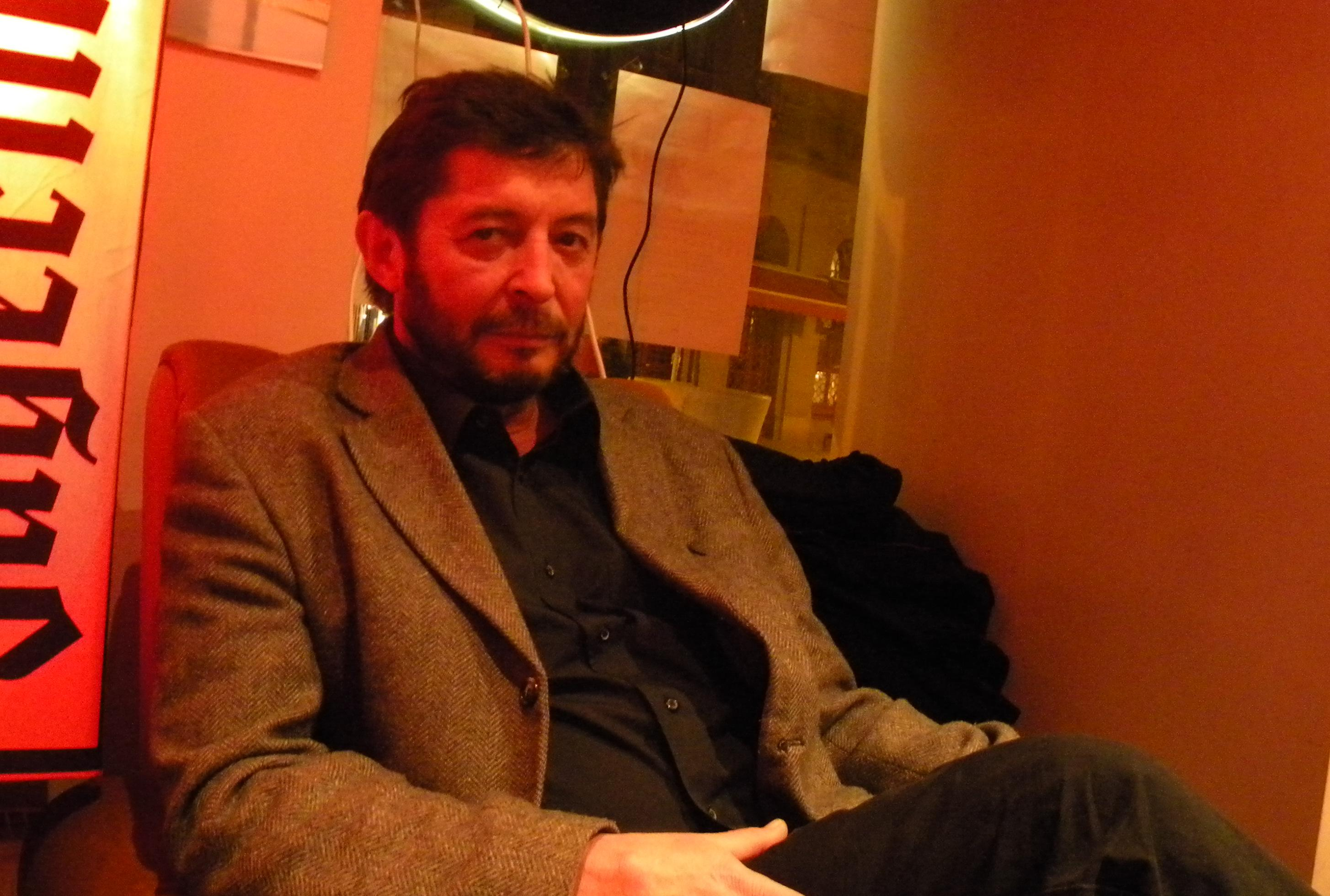
Bessenyei István a Szegénység Arcai Filmfesztiválon

- Tennessee Williams : Vorbeste-mi ca ploaia si lasa-ma sa te ascult (románra)
- Nicolae Mateescu : A Bálkirálynő (magyarra)

## Filmrendező
- Boldog Karácsonyt! (XIV. Alter-Native Rövidfilmfesztivál, 2006 – Marosvásárhely; Szegénység Arcai Filmfesztivál, 2010 – Budapest)

## Rendezései műkedvelő társulatoknál[6][7][8][9]

### Rendezései a Kulissza Színpadnál

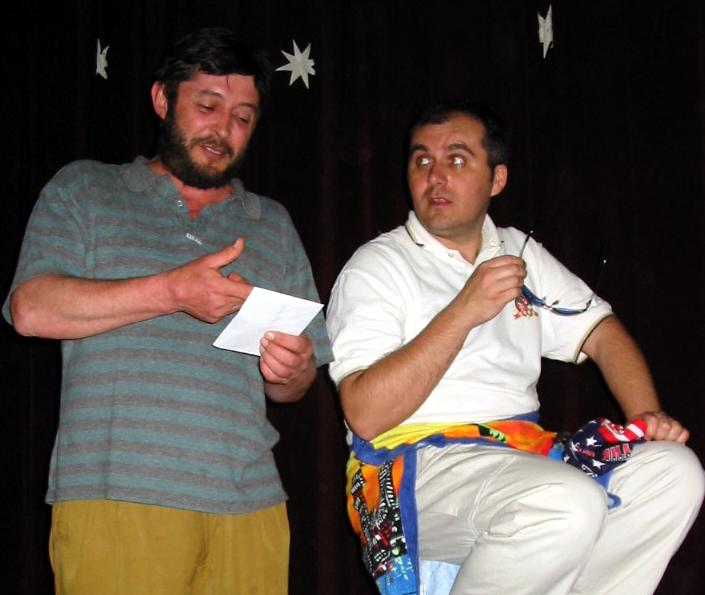
Dancs Artur Nem kapsz levegőt című egyéni műsorának rendelkezőpróbáján

- "És miben játszik?" (Dancs Artur egyéni műsora, 2006)
- Én, az alternatíva (Dancs Artur egyéni műsora, 2004)
- Ámor és cselszövés (kabaré, 2003)
- A nagytestvér mindent lát (Dancs Artur egyéni műsora, 2002)
- Tűz, víz és nyugalom (kabaré, 2001)
- Nem kapsz levegőt (Dancs Artur egyéni műsora, 2001)
- Klotild néni (1999)
- Ezer év hazafias költészetének gyöngyszemeiből (versműsor, 1999)
- Tennessee Williams: Beszélj mint az eső, hadd hallgassalak (szereplők: Budaházi Attila, Illés Mónika, 1998)
- A szabin nők elrablása (1997)

### A nagybányai Lendvay Márton Színjátszókörnél
- Herkules bonbon (kabaré, 2003)
- Eisemann Mihály: Fekete Péter (2001)

## Szakirányításával működő színjátszótáborok[10][11][12][13]
- Zsibai Népzene-, Néptánc-, Kézműves- és Színjátszótábor (Szilágycseh, 2005 óta)
- Krasznai Színjátszótábor (Kraszna, 2009 óta)
- Dévai Színjátszótábor (Déva, 2009)
- A Lendvay Márton műkedvelő társulat színjátszótábora (Koltó, 2001)

## Beszélt nyelvek
magyar, román, orosz